# 모미지다니 공원

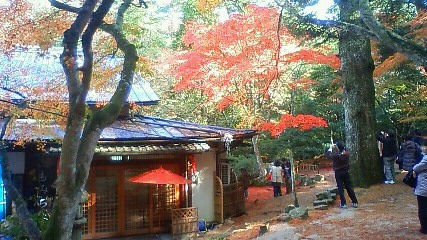
모미지다니 공원

모미지다니 공원(紅葉谷公園)은 일본 히로시마현 하쓰카이치시 이쓰쿠시마섬에 있는 공원이다. 이쓰쿠시마 신사 뒤의 모미지다니강을 따라 미센산 기슭에 위치한다.

## 같이 보기
- 이쓰쿠시마섬
- 이쓰쿠시마 신사
- 세토나이카이 국립공원